# Identical Identities
Identical Identities è un cortometraggio muto del 1913. Il nome del regista non viene riportato nei credit. I protagonisti sono E.H. Calvert popolare attore della Essanay Film qui impegnato in un doppio ruolo, e Frances Mason.

## Trama
Bill e Andrew sono gemelli ma ognuno dal carattere molto diverso. Tanto Bill è un tipo sportivo e compagnone, quanto Andrew è un tipo tranquillo, tutto casa e chiesa. Quando Bill ha un incidente in strada dove gli si sporcano gli abiti, manda a chiamare qualcuno che glieli pulisca. Il futuro suocero di Andrew lo manda a chiamare per discutere di affari concernenti ai fondi della chiesa, ma Andrew si è già ritirato a causa di un gran mal di testa. Bill, allora, decide di prendere gli abiti del fratello presentandosi così al posto suo e dando vita a un carosello di equivoci sulla vera identità dei due gemelli.

## Produzione
Il film fu prodotto dalla Essanay Film Manufacturing Company.

## Distribuzione
Distribuito dalla General Film Company, il film - un cortometraggio di una bobina - uscì nelle sale cinematografiche degli Stati Uniti il 21 febbraio 1913.